# UHF – Sender mit beschränkter Hoffnung
UHF – Sender mit beschränkter Hoffnung (Originaltitel UHF) ist eine US-amerikanische Filmkomödie aus dem Jahr 1989.

## Handlung
Der verträumte George Newman verliert durch seine amüsanten Tagträumereien einen Job nach dem anderen, was seinen besten Freund und ständigen Begleiter Bob langsam an den Rand der Verzweiflung bringt. Georges Onkel Harvey gewinnt bei einer Runde Poker die Fernsehrechte von Kanal 62, einem kleinen, maroden Fernsehsender. Seine Frau überredet ihn, die Geschäftsleitung an George zu übertragen. Die Anfänge gestalten sich jedoch als sehr schwierig, zumal Kanal 62 nur uralte Serien ausstrahlt und kein zeitgemäßes Programm bieten kann.
Beim Besuch der Konkurrenz, Kanal 8, der dem Medienmogul R. J. Fletcher gehört, lernt George den gerade gefeuerten Hausmeister Stanley Spadowski kennen und stellt diesen prompt ein. Als Kanal 62 vor dem unausweichlichen Bankrott steht und Georges Freundin Teri sich wegen einer vergessenen Verabredung von ihm trennt, überlässt der geknickte George Stanley eine Kindersendung, welche durch Stanleys natürlich ausgeflippte Art sogleich zu einem Riesenerfolg wird. Der Marktwert von Kanal 62 schießt daraufhin raketenhaft in die Höhe, und das ganze Programm wird modernisiert, was R. J. Fletcher auf die Palme bringt.
Durch eine verpatzte Pferderennwette schuldet Onkel Harvey dem Buchmacher Big Louie 75.000 Dollar, zahlbar in drei Tagen. Fletcher will die Gelegenheit nutzen, um den Sender aufzukaufen und gleichzeitig zu schließen. George und seine Crew versuchen durch den Verkauf von Aktien den Kanal zu retten, was wiederum Fletcher veranlasst, den Star des Senders, Stanley, zu kidnappen. Mithilfe seiner Freunde und eines kleinen, aber entscheidenden Fehlers vonseiten Fletchers gelingt es George und den anderen jedoch, den Kanal 62 zu retten und gleichzeitig Kanal 8 in den Boden zu stampfen, und auch Teri versöhnt sich wieder mit George.

## Kritik
„Von einem “Filmfreak” mit zahlreichen Filmzitaten angereicherte, turbulente Satire, die das amerikanische Genre-Kino der 80er Jahre ebenso wie die “Seifenopern” des US-Fernsehen durch den Kakao zieht. Manchmal allzu derb und hektisch.“

## Hintergrundinformationen
- Der Schauspieler Michael Richards spielte im selben Jahr der Veröffentlichung von UHF erstmals die Rolle des Kramer in der Sitcom Seinfeld
- Der Stationsingenieur nennt sich „Philo“, eine Hommage an Philo Farnsworth, einen der Pioniere bei der Entwicklung der Fernsehtechnik.
- Die Rolle des Philo war ursprünglich für Joel Hodgson vorgesehen.
- Da Trinidad Silva (Raul) während der Produktion bei einem Unfall starb, mussten Teile des Films umgeschrieben werden. Der Film ist ihm gewidmet.
- Im DVD-Kommentar sagt Yankovic, dass Mike Judge ein großer Fan von UHF war und dass „Burger World“ in Beavis and Butt-Head eine Hommage an diesen Film ist.
- Weil das Lied Kung Fu Fighting – vorgesehen für die Szene, in der Onkel Harvey beim Entspannen in seinem Pool einen Drohanruf erhält – aus Kostengründen nicht verwendet werden konnte, schrieb Yankovic einen kurzen Rock-Song mit dem Titel Let Me Be Your Hog.
- In einer Szene, in der Raul (Trinidad Silva) eine neue Ladung Tiere für eine weitere Sendung bekommt, beschwert er sich: „Wir brauchen keine stinkenden Dachse!“ Dies ist ein im Deutschen unübertragbares Wortspiel auf ein Zitat aus dem Westernfilm Der Schatz der Sierra Madre, der von seinem Original „We don’t need no stinking badges!“ (badges = Abzeichen) auf badgers (= Dachse) abgeändert wurde.
- Die Eröffnungssequenz parodiert den Film Jäger des verlorenen Schatzes.
- Eine Szene parodiert mit einem Trailer zum fiktiven Gandhi II hollywoodtypische Fortsetzungen, die mit dem ursprünglichen, erfolgreichen Kinofilm kaum etwas zu tun haben (wie in diesem Fall).
- Das Album Planet Punk von der Band Die Ärzte enthält ein paar Originalzitate aus dem Film, insbesondere das Intro des Albums Also ich, ich hab´ drei Jungs da draußen, die sind drauf und dran, dich alle zu machen.